# كينيث هايت
كينيث هايت (بالإنجليزية: Kenneth Hite)‏ هو مدون صوتي وكاتب ومصمم ألعاب أمريكي، ولد في 15 سبتمبر 1965.